# کولدو
کولدو (انگلیسی: Koldo؛ زادهٔ ۴ سپتامبر ۱۹۷۰) یک بازیکن فوتبال و سرمربی اهل اسپانیا است.
از باشگاه‌هایی که در آن بازی کرده‌است می‌توان به باشگاه فوتبال اتلتیکو مادرید بی، باشگاه فوتبال اتلتیکو مادرید و تیم ملی فوتبال آندورا اشاره کرد.